# Theodor Vogel (Theologe)

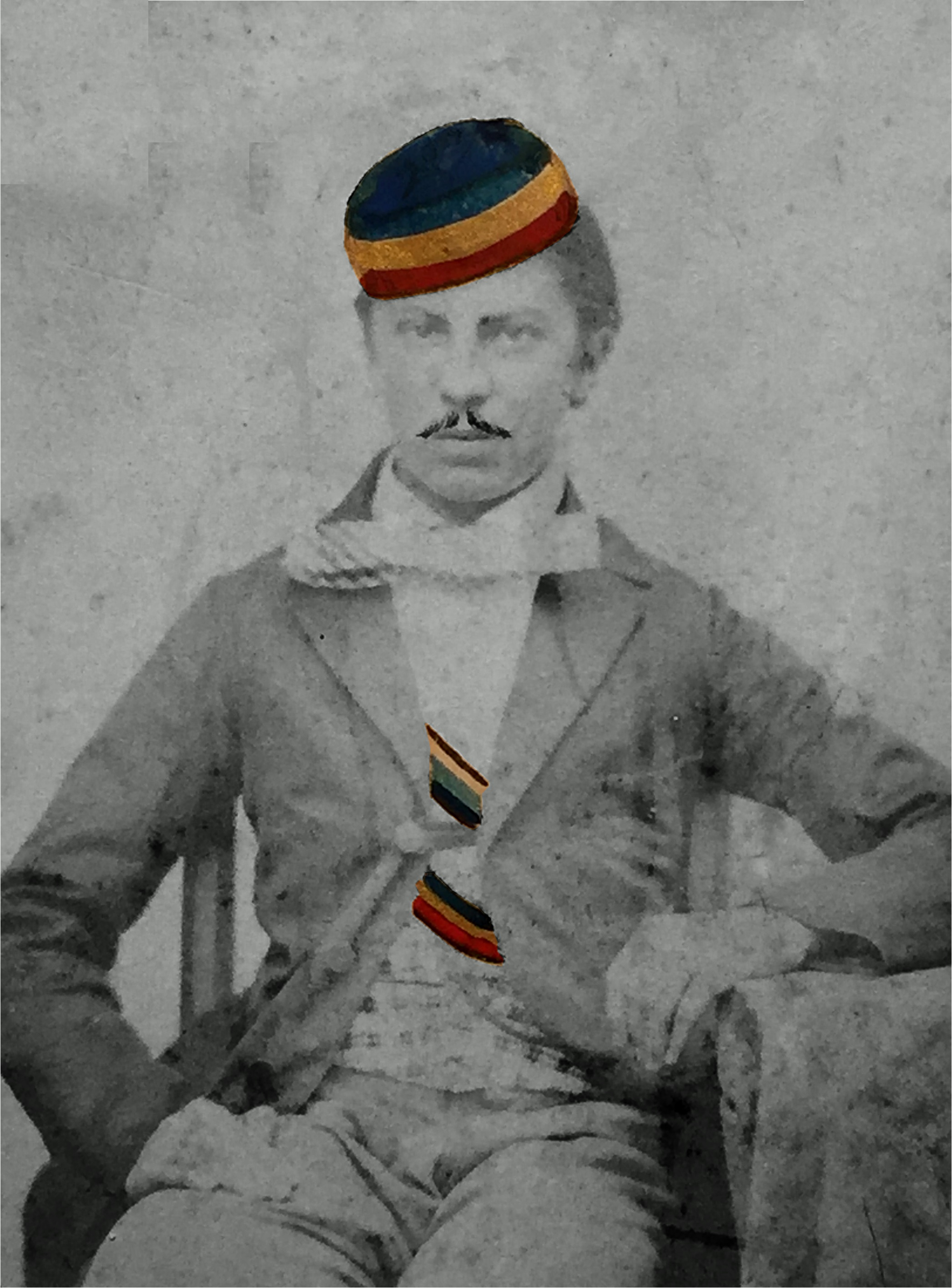
Georg Theodor Vogel

Theodor Vogel  (* 15. August 1838 in Dresden; † 18. Dezember 1925 in Leisnig) war ein deutscher Theologe, Gymnasiallehrer und Schulreformer in Sachsen.

## Leben
Theodor Vogel wuchs als Sohn des königlich-sächsischen Oberrechnungsrats Friedrich Franz Vogel in Dresden auf. Nach dem Abitur an der Kreuzschule 1856 studierte er 1856/57 an der Universität Jena evangelische Theologie. Er wurde Mitglied des Corps Saxonia Jena. Anschließend war er 1857 für ein Semester an der Friedrich-Alexander-Universität Erlangen eingeschrieben. Ab 1857 studierte er an der Universität Leipzig, wo er im Corps Lusatia Leipzig aktiv wurde. Nachdem er 1860 in Leipzig das Kandidatenexamen bestanden hatte, arbeitete er als Hauslehrer. Von 1861 bis 1863 war er Lehrer an dem von Karl Volkmar Stoy begründeten Erziehungsinstitut in Jena. 1861 wurde er in Jena zum Dr. phil. promoviert. 1863 bestand er die Prüfung für das Predigeramt in Dresden. Als Oberlehrer wirkte er von 1863 bis 1866 an der Realschule 1. Ordnung (Realgymnasium) Chemnitz. Er saß von 1867 bis 1869 in der Prüfungskommission für die Einjährig-Freiwilligen der Sächsischen Armee in Zwickau. Von 1869 bis 1882 war er Erster Oberlehrer an der Realschule 1. Ordnung in Döbeln, seit 1876 als Gymnasialprofessor. 1882 wurde er Direktor der Realschule 1. Ordnung in Zittau. Von 1884 bis 1904 wirkte er als Rektor der Dreikönigschule Dresden. Er veröffentlichte Leitfäden für den Unterricht in Geschichte, Geographie, Deutsch und Latein. 
Seine Vorschläge für grundlegende Reformen des Schulwesens setzte er gegen den Widerstand der Ministerialbürokratie durch, insbesondere gegen den Leiter der Schulaufsicht, den gleichnamigen Philologen Theodor Vogel. In der Praxis erprobte er sie seit 1895 an der Dreikönigschule. Seine Ideen dienten als Modell für weitere Schulen und machten ihn als Begründer des sächsischen Reformrealgymnasiums bekannt. Seit 1904 im Ruhestand betätigte er sich als Schriftsteller.

## Werke

### Fachpublikationen
- Das Jahrhundert der Entdeckungen. Velhagen & Klasing, Bielefeld Leipzig 1874. IV, 260 S.
- Deutsches Lesebuch für Realschulen und verwandte Anstalten (= Döbelner Lesebuch), mit Kollegen herausgegeben, 1. und 2. Bd. Leipzig, Teubner 1882, 6. Aufl. 1909[5]
- Beiträge zur Methodik des geographischen Unterrichts an Realschulen. Chemnitz 1869.[6]
- Ueber die Methode des Latein-Unterrichts an Realschulen I. Ordnung. Döbeln 1871.[7]
- Die bei der Einweihung des neuen Gymnasialgebäudes vom Kgl. Herrn Commissar und vom Rektor gehaltene Reden. Chemnitz 1873. S. 11–13, 13–21.[6]
- Abschiedsrede. Chemnitz 1878. S. 3–6.[6]
- Antrittsrede des Direktors. Zittau 1883. S. 2–5.[8]
- Antrittsrede. Dresden 1885. S. 39–42.[9]
- Die Schule im Hause an der Königsstraße (1854–1892). In: Festschrift zur Einweihung des neuen Gebäudes der Dreikönig-Schule (Realgymnasium zu Dresden-Neustadt) am 4. November 1892. 50 S.
- Lateinische Schulgrammatik, 1897, 3. Aufl. 1910[5]
- Lehrplan für den deutschen Unterricht, 1899[5]
- Geschichtsleitfaden für die Unterklassen VI und V, 1904, 3. Aufl. 1912, desgleichen für die Unterklassen IV, 1906, 3. Aufl. 1914, und III, 1907, 2. Aufl. 1910.[5]
- In der Aula der Dreikönigschule, Schulreden 1914.[5]

### Andere Veröffentlichungen
- Märchenspiel Hänsel und Friedel, 1908[5]
- Bozener Ausflüge I–III, 1910–1912[5]
- Erinnerungen aus der Zeit meiner Aktivität bei Lusatia, in: Corps-Zeitung der Lusatia zu Leipzig, 3. Jahrg. WS 1913/14, Heft 5, S. 66, und Heft VI, S. 91, auszugsweise abgedruckt bei Erich Bauer: Geschichte des Corps Lusatia zu Leipzig 1807–1932, Zeulenroda 1932, S. 225, 250.

## Ehrungen
- Zivilverdienstorden (Sachsen) I. Klasse
- Titel Geheimer Studienrat (1913)
- Ehrenmitglied des Corps Lusatia Leipzig (1907)
- Ehrenmitglied des Corps Saxonia Jena (1920)